# 大成 (琉球國王)
大成（琉球語：／  ?；1247年—1308年或1299年—1308年，1300年至1308年在位），据《中山世鑑》、《中山世譜》等琉球國史書記載，為英祖王朝的第二代國王，英祖的長子。
| 大成        |                                  |             |
| 前任： 英祖 | 第二代英祖王朝國王 1300年—1308年 | 繼任： 英慈 |